# Richard R. Ernst
Richard Robert Ernst (n. 14 august 1933, Winterthur, cantonul Zürich, Elveția – d. 4 iunie 2021, Winterthur, cantonul Zürich, Elveția) a fost un chimist elvețian, laureat al Premiului Nobel pentru chimie (1991) „pentru contribuțiile sale la dezvoltarea spectroscopiei cu rezonanță magnetică nucleară de înaltă rezoluție”.